# Armée nationale républicaine (République sociale italienne)
Pour les articles homonymes, voir Armée nationale républicaine.

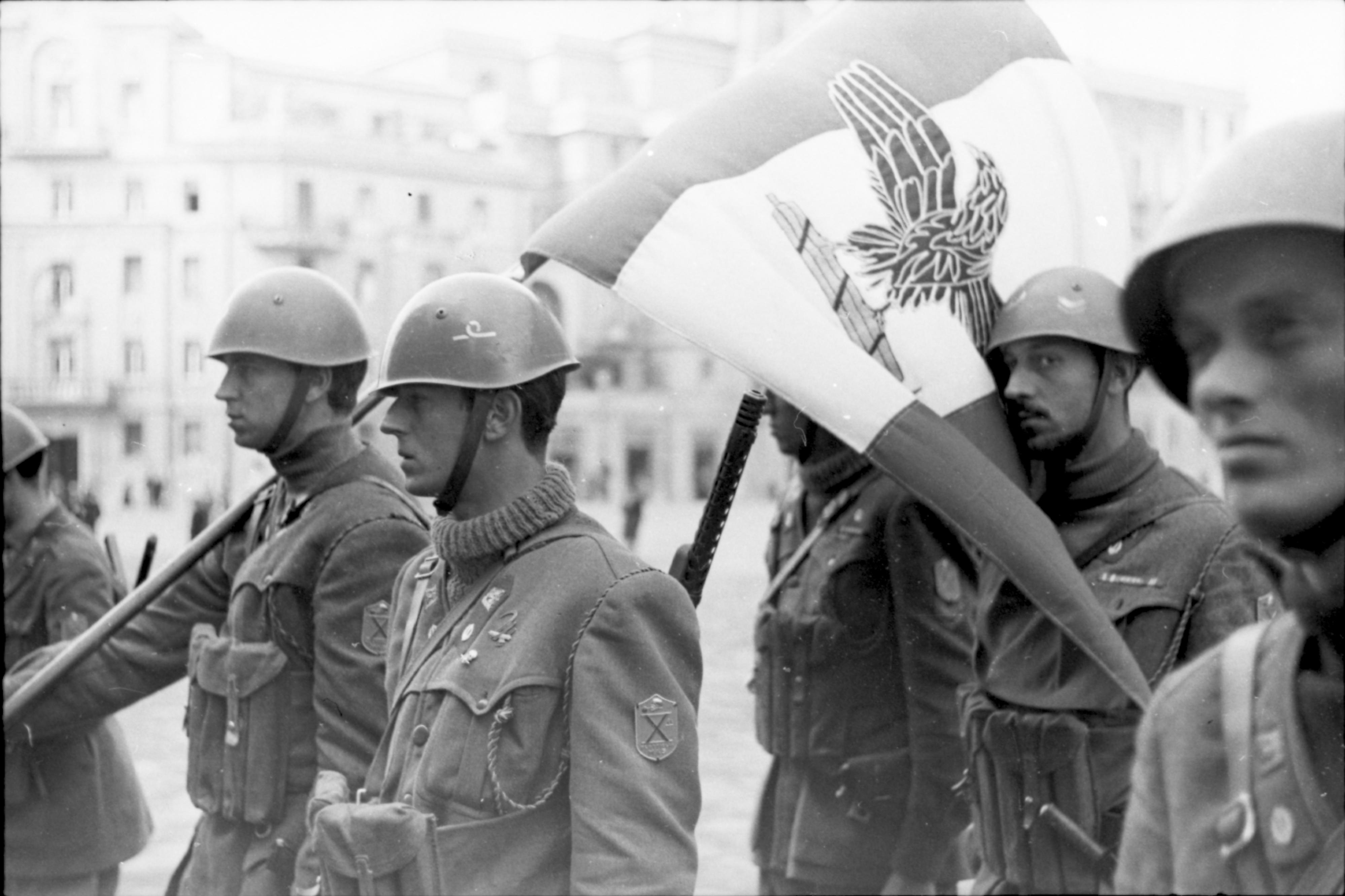
Soldats de l'Armée Nationale Républicaine italienne, 1944.

L’Armée nationale républicaine, en italien Esercito Nazionale Repubblicano ou ENR, était l’armée de la République sociale italienne (Repubblica Sociale Italiana ou RSI) qui s’est battue aux côtés de l’Allemagne nazie pendant la Seconde Guerre mondiale.
L’ENR a été officiellement créée le 28 octobre 1943 par la fusion des anciennes unités de l’Armée royale (Regio Esercito) toujours fidèles au dictateur fasciste Benito Mussolini et des unités italiennes pro-nazies créées par les Allemands après l’occupation du sud de l’Italie par les Alliés.

## Histoire
À la suite de l'invasion de la Sicile par les Alliés en juillet 1943, des forces politiques alliées au roi Victor Emmanuel III ont pris le pouvoir en Italie, emprisonné le dictateur Benito Mussolini et négocié un armistice entre l'Italie et les forces armées alliées, entré en vigueur le 3 septembre 1943.
Le 12 septembre 1943, les Allemands lancent l'opération Chêne (Unternehmen Eiche) et libérèrent Mussolini. La République sociale italienne fasciste (Repubblica Sociale Italiana ou RSI) a été formée en tant qu’État fantoche dans le nord de l’Italie, sous la direction de Benito Mussolini. Le maréchal Rodolfo Graziani a été nommé ministre de la Défense de la RSI.
Le 16 octobre, le protocole de Rastenburg a été signé avec l'Allemagne nazie. Conformément à ce protocole, la RSI a été autorisée à créer des formations militaires de la taille d'une division. Cela a permis à Rodolfo Graziani de créer quatre divisions RSI totalisant 52 000 hommes. En juillet 1944, la première de ces divisions a terminé sa formation et a été envoyée au front.
Le recrutement de forces militaires est difficile pour la RSI, car la majeure partie de l'armée italienne a été internée par les forces allemandes en 1943, de nombreux Italiens ont été condamnés au travail forcé en Allemagne et peu de personnes voulaient se battre aux côtés de l'Allemagne nazie après le 8 septembre 1943. La RSI était tellement désespérée de trouver des soldats qu'elle accorda aux condamnés la liberté de rejoindre l'armée et que la peine de mort n'était infligée à quiconque s'opposait à la conscription.
Au cours de l'hiver 1944-1945, des Italiens armés se trouvaient des deux côtés de la ligne gothique. Du côté des Alliés, il y avait quatre groupes italiens de volontaires de l'ancienne armée italienne. Ces volontaires italiens (de l'armée co-belligérante italienne) ont été équipés et entraînés par les Britanniques. Du côté de l’Axe, il y avait quatre divisions RSI. Trois des divisions RSI, la 2e division d'infanterie italienne « Littorio », la 3e division maritime italienne « San Marco » et la 4e division alpine italienne de « Monterosa », ont été attribuées à l'armée LXXXXVII « Liguria » sous Graziani et ont été placées pour garder le flanc ouest de la ligne gothique face à la France. La quatrième division du RSI, la 1re division italienne « Italia » de bersagliers, était rattachée à la 14e armée allemande dans un secteur des montagnes des Apennins considéré comme le moins susceptible d'être attaqué.
Le 26 décembre 1944, plusieurs unités militaires de la RSI, dont des éléments de la 4e division alpine italienne « Monte Rosa » et de la 3e division marine italienne « San Marco », ont participé à l'opération Tempête hivernale. Il s’agissait d’une offensive allemande et italienne combinée contre la 92e division d’infanterie américaine. La bataille s'est déroulée dans les Apennins. Même si son envergure était limitée, l'offensive fut réussie et les unités du RSI ont joué leur rôle.
En février 1945, la 92e division d'infanterie se heurta à nouveau à des unités de la RSI. Il s'agissait cette fois de Bersaglieri de la 1re division d'infanterie italienne « Italia ». Les Italiens ont stoppé avec succès l'avancée de la division américaine. Le ministre de la Défense de la RSI, Rodolfo Graziani, a même pu dire qu'il commandait toute une armée. C'était le groupe d'armées italo-allemandes Liguria. Cependant, la situation s'est par la suite détériorée pour les forces de l'Axe sur la ligne gothique.
À la fin du mois d'avril, à Collecchio, les troupes restantes des divisions de la RSI ont été engagées avec deux divisions de la Wehrmacht par la 1re division brésilienne, obligées de se rendre après plusieurs jours de combats.

## Sources
1. ↑  Smith, p.308.
2. ↑  ] p.243, Blaxland
3. ↑  Popa, 1996. p.23.